# Роберт Сельфельт
Роберт Сельфельт (швед. Robert Selfelt, 22 травня 1903 — 24 серпня 1987) — шведський вершник.
Срібний призер Олімпійських Ігор 1948 року в командному триборстві, бронзовий призер 1948 року в індивідуальному триборстві.